# Eccidio di Cavazzoli
L'eccidio di Cavazzoli è stata una strage fascista perpetrata il 20 novembre 1944 nella frazione reggiana di Cavazzoli durante la quale furono uccisi quattro uomini.
Appare immediatamente evidente che i quattro uomini sono stati torturati prima di essere uccisi o forse alcuni di loro sono morti sotto tortura.

## L'eccidio
Nella sera precedente cinque uomini, tutti abitanti nella frazione di Pieve Modolena, decisero di recarsi insieme presso la locale cooperativa di consumo, nei cui locali era presente anche un'osteria. Motivo di questa piccola riunione è di avere notizie, presso il locale pubblico, della situazione della guerra e del suo evolversi. Improvvisamente la cooperativa fu perquisita da una squadra dell'Ufficio Politico Investigativo (UPI) della GNR di Reggio Emilia, comandata dal maggiore Attilio Tesei. Successivamente i cinque avventori, dei quali solo uno era effettivamente un partigiano, furono arrestati e tradotti presso Villa Cucchi, la villa Triste reggiana, nota per essere luogo di interrogatori e feroci torture.
Nella notte, dopo una lunga serie di sevizie, i cinque vennero caricati su un autocarro e portati nei pressi di Cavazzoli, frazione situata a breve distanza da Pieve Modolena. Uno di loro, ancora in vita, riuscì, durante il tragitto, a fuggire. Gli altri quattro vennero giustiziati alle prime luci del giorno lungo la strada che conduce a Roncocesi.

## Vittime
Nell'eccidio di Cavazzoli persero la vita:
- Prospero Bertani, classe 1890, di Reggio Emilia.
- Giuseppe Carri, classe 1906, di Reggio Emilia.
- Fausto Franchini, classe 1900, di Reggio Emilia.
- Adalgiso Guardasoni, classe 1923, di Reggio Emilia.

## Monumenti
Il 3 marzo 1946 fu inaugurato un monumento che ricorda le quattro vittime nel punto in cui furono rinvenuti i cadaveri.

## Risvolti processuali
La corte d'assise di Reggio Emilia del 23 dicembre 1946 riconobbe Sauro Vimercati Sozzi, Luigi Arduini e Filippo Cocconi, quest'ultimo latitante, colpevoli dei reati a loro ascritti, tra cui l'eccidio di Cavazzoli, e condannò ciascuno alla pena di trent'anni di reclusione oltre alla confisca dei beni ed il pagamento delle spese processuali.
Il 14 aprile 1947 la Corte di Cassazione annullò con rinvio per difetto di motivazione la condanna di Vimercati Sozzi.
Il 1º marzo 1948 la Corte d'Appello di Bologna condonò di un terzo la pena inflitta ad Arduini. La medesima corte, con ordinanza del 22 marzo 1950, condonò un ulteriore anno.
Il 29 gennaio 1954 un'ordinanza del tribunale di Reggio Emilia commutò la pena di Cocconi in anni due di reclusione.

## Motivazioni dell'eccidio
Ci si è spesso interrogati sulle motivazioni che hanno spinto i responsabili dell'eccidio ad un'azione così efferata apparentemente senza scopo od utilità per la guerra civile in corso.
Recentemente si è rivalutata una tesi che vorrebbe che l'eccidio fosse stato motivato dal fatto che i gruppi delle milizie fasciste avessero il sospetto che i gruppi della resistenza di Cavazzoli e di Pieve Modolena si stessero unificando per rafforzare le azioni in città.
Si sarebbe così voluto dare un segnale dissuasivo rastrellando (casualmente) degli abitanti di Pieve Modolena per poi, dopo averli torturati, abbandonarne i corpi a Cavazzoli.